# Marat Kalimouline
Pour les articles homonymes, voir Kalimouline.
Marat Natfoulovitch Kalimouline - en russe : Марат Натфулович Калимулин et en anglais : Marat Kalimulin - (né le 20 août 1988 à Togliatti en URSS - mort le 7 septembre 2011 à Iaroslavl en Russie) est un joueur professionnel russe de hockey sur glace. Il est d'origine tatare. Il évolue au poste de défenseur.

## Biographie

### Carrière en club
En 2004, il débute en senior avec l'équipe réserve du Lada Togliatti dans la Pervaïa Liga, le troisième niveau russe. Deux ans plus tard, il découvre la Superliga. Il a remporté la Coupe continentale 2006 avec le Lada.
Le 7 septembre 2011, il meurt dans l'accident de l'avion transportant le Lokomotiv Iaroslavl à destination de Minsk en Biélorussie. L'avion de ligne de type Yakovlev Yak-42 s'écrase peu après son décollage de l'aéroport Tounochna de Iaroslavl, faisant 44 morts parmi les 45 occupants,.

### Carrière internationale
Il représente la Russie au niveau international. Il a participé aux sélections jeunes. Il prend part au Défi ADT Canada-Russie en 2007. Il fait sa première apparition en senior le 11 novembre 2010 avec l'équipe de Russie B contre l'Ukraine au cours d'une manche de l'Euro Ice Hockey Challenge.

## Trophées et honneurs personnels

### Kontinentalnaïa Hokkeïnaïa Liga
- 2011 : nommé défenseur du mois de mars.

## Statistiques

### En club
| Saison    | Équipe              | Ligue        |    | Saison régulière | Saison régulière | Saison régulière | Saison régulière | Saison régulière |   | Séries éliminatoires | Séries éliminatoires | Séries éliminatoires | Séries éliminatoires | Séries éliminatoires |
| Saison    | Équipe              | Ligue        | PJ | B                | A                | Pts              | Pun              | PJ               | B | A                    | Pts                  | Pun                  |                      |                      |
| 2003-2004 | Lada Togliatti 2    | Pervaïa Liga | 9  | 0                | 1                | 1                | 6                | -                | - | -                    | -                    | -                    |                      |                      |
| 2004-2005 | Lada Togliatti 2    | Pervaïa liga |    |                  |                  |                  |                  |                  |   |                      |                      |                      |                      |                      |
| 2005-2006 | Lada Togliatti      | Superliga    | 11 | 1                | 1                | 2                | 8                | -                | - | -                    | -                    | -                    |                      |                      |
| 2005-2006 | Lada Togliatti 2    | Pervaïa liga | 25 | 3                | 5                | 8                | 22               | -                | - | -                    | -                    | -                    |                      |                      |
| 2006-2007 | Lada Togliatti      | Superliga    | 1  | 0                | 0                | 0                | 0                | -                | - | -                    | -                    | -                    |                      |                      |
| 2006-2007 | Lada Togliatti 2    | Pervaïa liga |    |                  |                  |                  |                  | -                | - | -                    | -                    | -                    |                      |                      |
| 2007-2008 | Lada Togliatti      | Superliga    | 45 | 0                | 5                | 5                | 16               | 4                | 0 | 0                    | 0                    | 2                    |                      |                      |
| 2009-2010 | Lada Togliatti      | KHL          | 54 | 3                | 9                | 12               | 36               | -                | - | -                    | -                    | -                    |                      |                      |
| 2009-2010 | Ladia               | MHL          | 2  | 1                | 3                | 4                | 0                | -                | - | -                    | -                    | -                    |                      |                      |
| 2010-2011 | Lokomotiv Iaroslavl | KHL          | 48 | 1                | 11               | 12               | 26               | 18               | 1 | 4                    | 5                    | 2                    |                      |                      |
| 2011-2012 | Lokomotiv Iaroslavl | KHL          | -  | -                | -                | -                | -                | -                | - | -                    | -                    | -                    |                      |                      |

### En équipe nationale
| Année | Compétition                 |   | PJ | B | A | Pts | Pun | +/-                |  | Résultats |
| 2008  | Championnat du monde junior | 7 | 1  | 3 | 4 | 8   | +2  | Médaille de bronze |  |           |